# Chromatomyia mimuli
Chromatomyia mimuli är en tvåvingeart som beskrevs av Spencer 1981. Chromatomyia mimuli ingår i släktet Chromatomyia och familjen minerarflugor. Inga underarter finns listade i Catalogue of Life.